# Espai públic
S'anomena espai públic l'agrupació dels diferents exteriors urbans, en oposició als espais privats, on el pas pot ser restringit, generalment per criteris de propietat privada, reserva governamental o altres.
L'espai públic és aquell espai de propietat pública, "domini" i ús públic, separat formalment de la propietat privada. Per fer certes activitats individuals o col·lectives (festes, fires, etc.) que impliquin la seva ocupació cal sol·licitar permís a l'Ajuntament, i si es realitza una activitat econòmica cal disposar de llicència municipal.